# Betkur, Bangarapet
Betkur là một làng thuộc tehsil Bangarapet, huyện Kolar, bang Karnataka, Ấn Độ.